# Anglikanska kyrkan i Sydamerika
Anglikanska kyrkan i Sydamerika (la Provincia Anglicana del Cono Sur de América) är en del av Anglikanska kyrkogemenskapen.
Denna kyrkoprovins, som omfattar anglikanska stift och församlingar i Argentina, Bolivia, Chile, Paraguay, Peru, Uruguay och Kalifornien, har omkring 30 000 medlemmar i 300 församlingar. .
Kyrkan är därmed numerärt en av de minsta (men geografiskt en av de största) inom Anglikanska kyrkogemenskapen.
Kyrkan styrs av en provinssynod, där både biskopar, präster och lekmän är representerade.